# Pagedale (Misuri)
Pagedale es una ciudad ubicada en el condado de San Luis en el estado estadounidense de Misuri. En el Censo de 2010 tenía una población de 3304 habitantes y una densidad poblacional de 1.075,62 personas por km².

## Geografía
Pagedale se encuentra ubicada en las coordenadas 38°40′48″N 90°18′29″O / 38.68000, -90.30806. Según la Oficina del Censo de los Estados Unidos, Pagedale tiene una superficie total de 3.07 km², de la cual 3.07 km² corresponden a tierra firme y (0%) 0 km² es agua.

## Demografía
Según el censo de 2010, había 3304 personas residiendo en Pagedale. La densidad de población era de 1.075,62 hab./km². De los 3304 habitantes, Pagedale estaba compuesto por el 3.39% blancos, el 93.43% eran afroamericanos, el 0.24% eran amerindios, el 0.15% eran asiáticos, el 0% eran isleños del Pacífico, el 0.58% eran de otras razas y el 2.21% pertenecían a dos o más razas. Del total de la población el 1.36% eran hispanos o latinos de cualquier raza.